# Dobřichovice (planetka)
(17600) Dobřichovice je planetka nacházející se v hlavním pásu asteroidů. Objevila ji česká astronomka Lenka Šarounová 18. září 1995. Byla pojmenována podle středočeského města Dobřichovice, rodiště objevitelky. Kolem Slunce oběhne jednou za 5,2 let.